# ایو پولیکان
ایو پولیکان (فرانسوی: Yves Pouliquen‎؛ زادهٔ ۱۷ فوریهٔ ۱۹۳۱ – درگذشته ۴ فوریه ۲۰۲۰) پزشک متخصص آسیب‌شناسی قرنیه اهل فرانسه بود.
او در ۲۹ نوامبر ۲۰۰۱ به عنوان عضو فرهنگستان فرانسه انتخاب شد.
وی همچنین برندهٔ جوایزی همچون لژیون دونور (افسر بزرگ) شده‌است.